# Sokutekiban

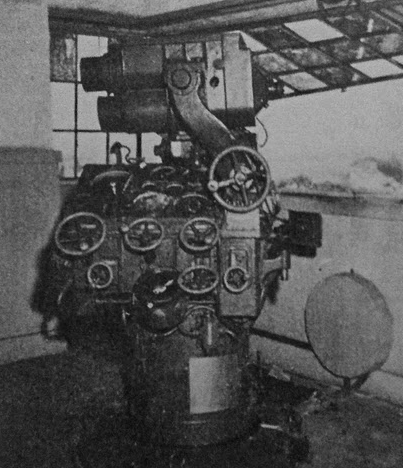
Sokutekiban typu 92, pohled na levou stranu přístroje, kde bylo stanoviště operátorů 5, 6 a 7. Stanoviště operátorů 1 a 2 bylo na druhé (pravé) straně přístroje, operátoři 3 a 4 měli stanoviště za optikou (na fotografii napravo) a operátor 8 měl stanoviště u přední strany sokutekiban (na fotografii vlevo).

Sokutekiban (japonsky 測敵盤) bylo zařízení na lodích japonského císařského námořnictva, které sloužilo k získávání údajů o rychlosti a kurzu nepřátelského plavidla a přibližně od poloviny 30. let i k jejich přenosu do analogových dělostřeleckých počítačů (射撃盤 šagekiban). Spolu s dálkoměry (測距儀 sokkjogi ), zaměřovači (方位盤 hóiban) a již zmíněnými analogovými počítači tak sokutekiban tvořil systém řízení palby pro střelbu na hladinové cíle. Podle reportu 0-31 je měla vyrábět hodinářská firma Aiči Tokei v Nagoja. Podle Lacroix & Wells měla dřívější typy vyvinout a vyrábět Aiči Tokei, ale sokutekiban typu 92 měla vyvinout nagojská manufaktura Nippon Optical ve spolupráci s Kaigun kansei honbu (海軍艦政本部 ~ námořní technický úřad).
Sokutekiban připomínal zaměřovač: byl obdobně usazen (spolu se zaměřovači zpravidla v horní části hlavní nástavby) a stejně jako zaměřovač, sledoval pohyb cíle. Nejednalo se ale o zaměřovač – sokutekiban se zaměřovači spolupracoval, nenahrazoval je. Sokutekiban neměl obdobu v jakémkoliv jiném námořnictvu.
Pozdější verze dělostřeleckých počítačů typu 92 (konkrétně modifikace 1 [改一 kai 1]) si kurz a rychlost cíle počítaly samy, takže například křižníky tříd Mogami, Tone, Agano a Ójodo již sokutekiban nenesly.

## Typová řadasokutekiban
Existovalo několik typů sokutekiban (12-šiki, 13-šiki, 92-šiki, 93-šiki a 98-šiki):
- Sokutekiban typu 12 (12. rok éry Taišó ~ rok 1923) byl první sokutekiban vyvinutý firmou Aiči Tokei.[3]
- Sokutekiban typu 13 (13. rok éry Taišó ~ rok 1924) byl základní sokutekiban, kterým byly po dokončení vybaveny například všechny japonské těžké křižníky (kromě tříd Mogami a Tone). Ke své činnosti využíval výstupu z kjori tokei (距離時計 ~ vzdálenostní hodiny) a henkjo ricuban typu 11.[3]
- Sokutekiban typu 92 (~ rok 1932) nahradil starší typ 13. roku éry Taišó. Jeho výška byla 1,75 m, šířka 1,25 m a hmotnost 2 tuny. Na základě nastavených údajů o vzdálenosti k cíli, azimutu cíle, délky cíle, úhlové velikosti cíle a vlastního kurzu a rychlosti vypočítal sokutekiban pomocí trigonometrie a změn hodnot v čase rychlost a kurz cíle. Sokutekiban typu 92 obsluhovalo osm operátorů:

1. sledoval kompas
2. sledoval změnu azimutu cíle
3. sledoval (prostřednictvím binokuláru) cíl a natáčel celý sokutekiban
4. sledoval cíl s inklinometrem
5. nastavoval délku cíle a změny vzdáleností podle údajů z dálkoměru
6. odečítal naměřené hodnoty na inklinometru
7. sledoval aktuální vzdálenost k cíli
8. odečítal hodnoty rychlosti a kurzu cíle[6]

- Sokutekiban typu 93 (~ rok 1933) byl součástí systému řízení palby torpédometů. Spolupracoval s torpédovým zaměřovačem typu 91 model 3, panelem řízení palby torpéd typu 93 a torpédovým analogovým počítačem typu 93. Sokutekiban typu 93 se používal při střelbě na vzdálenost 5000-40 000 metrů. Pod hranicí 5000 metrů jej nebylo potřeba a palba byla řízena jenom prostřednictvím zaměřovače typu 91 model 3. Samotný sokutekiban obsluhovalo pět operátorů a výstupem byly rychlost a kurz cíle, předané torpédovému počítači. Jednalo se ale vždy o jednorázový přenos naměřených dat – sokutekiban typu 93 nedokázal dodávat údaje o rychlosti a kurzu cíle průběžně.[7]
- Sokutekiban typu 98 (~ rok 1938) byl určen pro spolupráci se zaměřovačem typu 98 a analogovým dělostřeleckým počítačem typu 98 na bitevních lodích třídy Jamato. Měl rozměry 1,0 x 0,9 x 0,8 metrů (délka, šířka, výška) a hmotnost 0,6 kg.[8]